# كانسين كوكتورك
كانسين كوكتورك (ولدت في 13 يونيو 1993 في هاتينجن) هي سياسية ألمانية ( اليسار ؛ 2021–2023 تحالف 90/الخضر). انتُخبت لعضوية البوندستاج الألماني في الانتخابات الاتحادية لعام 2025.

## السيرة
نشأت كوكترك ثنائية اللغة في بوخوم لكون والديها تركيين؛ وكان والدها مهندسًا مدنيًا. بعد تخرجها من المدرسة الثانوية ودراسة العمل الاجتماعي في جامعة دويسبورج-إيسن، عملت أخصائية اجتماعية وأدارت مأوًى للاجئين في بوخوم. في عام 2021، أصبحت مديرة منطقة وسط مدينة بوخوم الشمالية. وهي مؤلفة كتاب ألمانيا الدولة غير الاجتماعية.

### المشاركة السياسية
كانت كانسين كوكتورك عضوة في حزب اليسار في شبابها، لكنها تركت الحزب لاحقًا بسبب سياسات سارا فاجنكنيشت. في عام 2021، انضمت إلى حزب الخضر، مشيرة إلى التزام الحزب بحماية المناخ. وفي بوكوم، أصبحت فيما بعد عضوو في مجلس إدارة فرع الحزب.
خلال المفاوضات بشأن ائتلاف إشارات المرور بعد الانتخابات الاتحادية لعام 2021، ظهرت كوكتورك أول مرة تنتقد الحكومة المستقبلية. تحدثت ضد إصلاح قانون هارتز الرابع لدخل المواطنين، ورأت أوجه قصور في نظام اللجوء ودعت إلى إصلاح ضريبي من شأنه أن يستوعب المواطنين ذوي الدخل المنخفض.
بالنسبة للانتخابات المحلية لعام 2022 في شمال الراين وستفاليا، تقدمت كوكتورك بطلب لإدراجها في قائمة حزبها في الولاية، لكنها هُزمت على يد مارتن ميتز في مؤتمر مندوبي الولاية. وأدى ترشيحها إلى حدوث خلاف بينها وبقية أعضاء مجلس إدارة الفرع الحزبي، الذين لم يدعموها. استقالت كوكترك بعد ذلك من مجلس الإدارة.

### العودة إلى حزب اليسار ودخول البوندستاج
في عام 2023، غادرت كوكتورك حزب الخضر وانضمت مرة أخرى إلى حزب اليسار. وبررت هذا التغيير برفضها لإخلاء قرية لوتزراث، الذي دعمه حزب الخضر في حكومة الولاية، وسياسة الحزب في مجال اللجوء على المستوى الأوروبي. في ديسمبر 2024، انتُخبت من قبل الفرع الحزبي في منطقة بوخوم مرشحة في دائرة بوخوم الأولى في البوندستاج. في الانتخابات التي جرت في فبراير، حصلت كوكترك على 9.4% من الأصوات الأولى ودخلت البوندستاج عبر قائمة الحزب اليساري في الولاية. وهي عضوة في لجنة العمل والشؤون الاجتماعية في البوندستاج الألماني.

### الخلافات
خلال الجلسة الافتتاحية للدورة الحادية والعشرين ارتدت الكوفية في البوندستاج. وقد انتقدها مفوض مكافحة معاداة السامية في براندنبورج أندرياس بوتنر (من اليسار) بسبب هذا، ولكنها تلقت أيضًا الدعم من زملاء آخرين في الحزب. ودعا أعضاء الحزب الديمقراطي المسيحي إلى حظر الرمز في البوندستاج.
في 4 يونيو 2025، طُردت من الجلسة العامة للبوندستاج من قبل رئيسة البوندستاج يوليا كلوكنر لأنها كانت ترتدي قميصًا يحمل نقش «فلسطين» إذ لم يُسمح بالتصريحات السياسية على الملابس في الجلسة العامة.

## روابط الويب
- الموقع الشخصي